# Британский военный контингент в Афганистане
Британский военный контингент в Афганистане — группировка вооружённых сил Великобритании, созданная в 2001 году. В 2002—2014 гг. действовала в составе сил ISAF.

## История

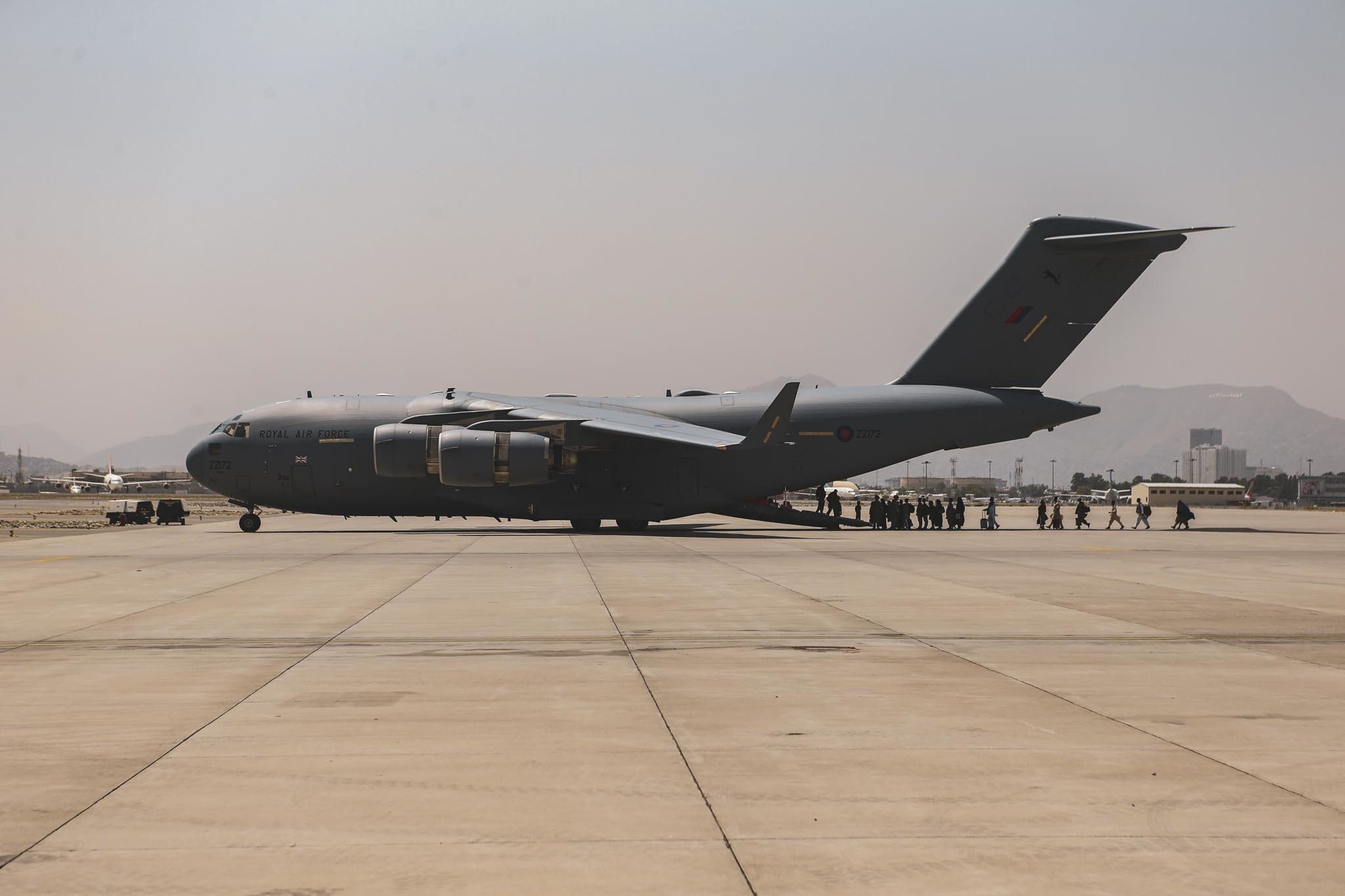
погрузка беженцев на транспортный самолёт С-17 ВВС Великобритании в международном аэропорту Кабула (20 августа 2021)

Правительство Великобритании отправило военный контингент в Афганистан осенью 2001 года.
Участие вооружённых сил Великобритании в войне в Афганистане получило условное наименование «Operation Herrik».
Построенная в 2005-2006 гг. в провинции Гильменд военная база "Кэмп Бастион" стала крупнейшей военной базой британских войск, созданной после окончания второй мировой войны в 1945 году. 
В 2010 году королевство Тонга согласилось отправить в Афганистан военное подразделение - один взвод морской пехоты (55 военнослужащих со стрелковым оружием). Великобритания взяла на себя обеспечение этого подразделения снаряжением и оплату расходов по их доставке в Афганистан. После завершения подготовки на территории Великобритании этот взвод был передан в подчинение британского военного контингента и участвовал в охране периметра военной базы "Camp Bastion" в провинции Гильменд.
По состоянию на 1 августа 2013 года, численность контингента составляла 7700 военнослужащих. 
В начале 2014 года было принято решение о сокращении численности британских войск в Афганистане и началась операция по вывозу избыточной военной техники и имущества (до 31 мая 2014 года было вывезено 66,1% имущества и следовало вывезти ещё 3392 стандартных 20-футовых ISO-контейнеров с грузами). Как пояснил майор Austen Moore, часть военного имущества была уничтожена, чтобы не допустить возможности использования этих предметов противником (боеприпасы с истекающим сроком годности были сожжены, а магазины к стрелковому оружию и компьютеры - разбиты топорами и молотками). Ещё часть имущества (мебель, малогабаритные телевизоры из казарм, спортивный инвентарь из спортзалов, некоторое количество инструментов и предметов хозяйственно-бытового назначения) и металлолом были проданы жителям Афганистана (полученные за это деньги были перечислены в британское казначейство). Однако властям Исламской Республики Афганистан передали лишь небольшое количество имущества британского контингента - в основном, это было имущество военного назначения, которое оказалось дешевле списать, чем вывезти из страны (в частности, наполняемые грунтом габионы типа "HESCO bastion" для постройки укреплений).
26 октября 2014 Великобритания объявила о завершении своей военной операции в Афганистане («Operation Herrik») и начала сокращение численности войск.
28 декабря 2014 года командование НАТО объявило о том, что операция «Несокрушимая свобода» в Афганистане завершена. Тем не менее, боевые действия в стране продолжались и иностранные войска остались в стране — в соответствии с начатой 1 января 2015 года операцией «Решительная поддержка», хотя общая численность войск НАТО (в том числе, контингента Великобритании) была уменьшена.
В 2018 году численность британских войск составляла 650 военнослужащих, в дальнейшем она была увеличена - до 1100 военнослужащих в 2019 - 2020 годы, в начале 2021 года она была уменьшена до 750 военнослужащих.
14 апреля 2021 года президент США Джо Байден объявил о планах начала вывода американских войск из Афганистана в мае 2021 с завершением этого процесса к 11 сентября 2021 года. В этот же день решение о выводе войск «в течение нескольких следующих месяцев» приняли страны НАТО. В дальнейшем, отряды "Талибан" перешли в наступление и обстановка в стране осложнилась. Великобритания начала эвакуацию войск.
5 июля 2021 года заместитель министра обороны страны Джеймс Хиппи выступил с заявлением, что Великобритания может наносить авиаудары по территории Афганистана с авиабаз за пределами этой страны и после вывода своих войск из Афганистана.
8 июля 2021 года премьер-министр Великобритании Борис Джонсон сообщил, что большая часть британских войск покинула Афганистан. В связи с продолжением наступления сил талибов власти Великобритании приняли решение о эвакуации дипломатического персонала из страны и к 12 августа 2021 года численность сотрудников британского посольства в Кабуле была сокращена "до необходимого минимума". 13 августа 2021 для содействия эвакуации британских граждан в Афганистан были отправлены 600 военнослужащих Великобритании, однако уже 15-16 августа 2021 года талибы окружили и заняли Кабул.
16 августа 2021 правительство Великобритании приняло решение срочно эвакуировать дипломатический персонал и граждан Великобритании из страны (в этот же день министр обороны Великобритании Бен Уоллес сообщил, что часть работавших на Великобританию афганских переводчиков и контрактников "к сожалению, придётся оставить в Афганистане"). Документы с данными о афганских сотрудниках британского посольства и резюме соискателей на должности контрактников были брошены в здании посольства.
26 августа 2021 года в ходе террористических атак в районе аэропорта Кабула погибли два и были ранены ещё двое граждан Великобритании.
28 августа 2021 года Великобритания завершила эвакуацию военнослужащих, гражданских лиц и афганских беженцев (всего с 13 до 28 августа 2021 были эвакуированы 1 тыс. военнослужащих и около 15 тыс. гражданских лиц).

## Результаты
Потери британского контингента в Афганистане с начала участия в операции до конца 2014 года составляют 453 военнослужащих погибшими и 7443 ранеными и травмированными. В дальнейшем, потери продолжались.
В перечисленные выше потери не включены потери «контрактников» британского военного контингента (сотрудники иностранных частных военных и охранных компаний, компаний по разминированию, операторы авиатехники, а также иной гражданский персонал, действующий в Афганистане с разрешения и в интересах стран коалиции):
- по данным из открытых источников, в числе потерь «контрактников» международной коалиции в войне в Афганистане — по меньшей мере 17 граждан Великобритании.
- следует учесть, что в число «контрактников» Великобритании в Афганистане входили не только граждане Великобритании, но и граждане других государств — в том числе, переводчики и вооружённые охранники из числа граждан Афганистана. По официальным данным правительства Великобритании, только при британском контингенте ISAF работали 650 афганцев-переводчиков, получавшие свыше 1000 фунтов стерлингов в месяц. При этом только в период до 17 марта 2013 года потери среди афганцев-переводчиков британского контингента ISAF составили 20 убитых при исполнении своих обязанностей, 5 убитых во внеслужебное время, ещё несколько дюжин получили ранения[25]. По другим данным, в период до 30 августа 2011 года 24 афганца-переводчика британского контингента ISAF погибли и свыше 110 были ранены[26].

Потери афганских контрактников британского контингента после их увольнения в числе потерь не учитываются (хотя известны случаи, когда бывших контрактников убивали после увольнения).
В перечне не учитываются потери служебных собак британского военного контингента (хотя зафиксированы случаи их уничтожения).
В перечисленные выше потери не включены сведения о финансовых расходах на участие в войне, потерях в технике, вооружении и ином военном имуществе британского контингента в Афганистане.
- 20 декабря 2012 года министр обороны Великобритании Ф. Хэммонд сообщил, что расходы на войну в Афганистане превысили 17,4 млрд. фунтов стерлингов[30]

Помимо прямых военных расходов, Великобритания предоставляла военную и экономическую помощь Афганистану.
- по программе военной помощи Великобритания на протяжении двух лет (c февраля 2008 до марта 2010 года) осуществляла подготовку экипажей вертолётов Ми-8 для ВВС Афганистана на военной базе "Boscombe Down" в графстве Уилтшир, для этих целей в Болгарии были закуплены два вертолёта Ми-8 (бортовые номера ZB697 и ZB698). Всего в ходе операции (получившей название "Project Curium") было подготовлено 27 афганских экипажей, после чего в марте 2010 года оба вертолёта Ми-8 были подарены британским правительством вооружённым силам Афганистана[31].

Кроме того, по официальным данным правительства Великобритании, за 289 убитых в период с 2006 до 2013 года британскими военнослужащими мирных жителей Афганистана их родственникам выплатили денежную компенсацию. Всего родственникам погибших афганцев было выплачено свыше 688 тысяч фунтов стерлингов - в среднем, по 2380 фунтов на каждого погибшего (на практике, зафиксированы случаи, когда компенсация была заметно меньше - так, в декабре 2009 года родителям погибшего 10-летнего ребенка заплатили 586,42 фунтов стерлингов). Как заявил представитель британского министерства обороны, "размер выплат определялся местными законами и традициями".

## Упоминания в литературе
- Герой рассказа Алекса Престона «Пловец в пустыне» служит в британском военном контингенте в Афганистане. Действие рассказа также происходит во время его службы в Афганистане.